# Slavkov u Opavy
Slavkov u Opavy – przystanek kolejowy w Slavkovie, w kraju morawsko-śląskim, w Czechach. Znajduje się na wysokości 270 m n.p.m. i leży na linii kolejowej nr 314.